# تيد كلارك
تيد كلارك (13 أبريل 1937 في المملكة المتحدة - ) (بالإنجليزية: Ted Clark)‏ هو لاعب كريكت بريطاني. لعب مع نادي مقاطعة ميدلسكس للكريكت ‏.

## وصلات خارجية
- تيد كلارك على موقع إي آس بي آن كريك إنفو (الإنجليزية)